# Murex (Murex) spinastreptos
Murex (Murex) spinastreptos is een slakkensoort uit de familie van de Muricidae. De wetenschappelijke naam van de soort is voor het eerst geldig gepubliceerd in 2010 door Houart.